# 杉山昌三九
杉山 昌三九（すぎやま しょうさく、1906年8月6日 - 1992年3月17日）は、日本の俳優である。現代劇から転向し、剣戟俳優となり、戦後も時代劇に出演した。

## 人物・来歴
1906年（明治39年）8月6日、東京市本郷区向ヶ丘弥生町（現在の東京都文京区弥生）に生まれる。
1927年（昭和2年）、日活現代劇部に入社。当時京都の大将軍撮影所にあった現代劇部で、1928年（昭和3年）公開の溝口健二監督の『娘可愛や』に出演した。同年、当時のヒット曲『アラビヤの唄』を主題歌にした木藤茂監督の『砂漠に陽が落ちて』で、滝花久子の相手役に抜擢された。同撮影所は同年に太秦に移転となり、杉山も日活太秦撮影所現代劇部所属となった。
1933年（昭和8年）、上層部の命令により、時代劇部に異動となり、渡辺邦男監督の『白浪れんじ格子』に主演した。1934年（昭和9年）、荒井良平監督の『任侠二筋道』に主演したのを最後に、新興キネマに移籍した。新興キネマでは、阪東妻三郎や嵐寛寿郎、片岡千恵蔵ら、当時の剣戟映画のスーパースター映画の脇を固めた。
1936年（昭和11年）、大都映画に移籍、1941年（昭和16年）の第二次世界大戦開戦による戦時統制によって、同社が大日本映画製作（のちの大映）に統合されるまで在籍し、主役を張った。
戦後は、大映京都撮影所、新東宝の時代劇映画に出演した。1953年（昭和28年）、宝塚映画制作、東宝配給、野淵昶監督の映画『千姫』に出演して以降、1956年（昭和31年）までは大映京都と宝塚をいったりきたりで出演していたが、同年以降は、大映京都撮影所に固定的となった。1964年（昭和39年）、『風雲児半次郎』で初めてテレビ映画に出演した。
1970年（昭和45年）、マキノ雅弘監督の『玄海遊侠伝 破れかぶれ』が最後の映画出演となった。テレビ映画の時代劇には、1974年（昭和49年）まで出演していた。
1992年（平成4年）3月17日、結腸癌で死去した。満85歳没。

## おもなフィルモグラフィ

### 映画
- 娘可愛や （監督溝口健二、1928年）
- 砂漠に陽が落ちて （監督木藤茂、1928年）
- 海のない港 （監督村山実、1931年）
- 白浪れんじ格子 （監督渡辺邦男、1933年）
- 任侠二筋道 （監督荒井良平、1934年）
- 長崎留学生 （監督野淵昶、1935年）
- 太閤記 藤吉郎出世飛躍の巻 （監督渡辺新太郎、1936年）
- 赤西蠣太 （監督伊丹万作、1936年）
- 大前田英五郎 （監督大伴龍三、1938年）
- 鞍馬天狗 雨中の騎士 （監督白井戦太郎、1941年）
- 鞍馬天狗 銀河の美女 （監督山口哲平、1941年）
- 透明人間現わる （監督安達伸生、1949年） - 「杉山剛」名義
- 千姫（監督野淵昶、1953年）
- 阿波おどり狸合戦 （監督加戸敏、1954年）
- 丹下左膳　こけ猿の壺 (1954年)
- 千姫（監督木村恵吾、1954年）
- 桃太郎侍 （監督三隅研次、1957年）
- 忠臣蔵（監督渡辺邦男、1958年）
- 続・座頭市物語 （監督森一生、1962年）
- 長脇差忠臣蔵 (1962年)
- 桃太郎侍 （監督井上昭、1963年12月19日）
- 座頭市喧嘩旅 （監督安田公義、1963年）
- 新・座頭市物語 （監督田中徳三、1963年）
- 妖僧 (1963年)
- 乞食大将 （1964年、大映）
- 無宿者 (1964年)
- 博徒ざむらい (1964年)
- 剣鬼 (1965年)
- 新・鞍馬天狗 五条坂の決闘（1965年)
- 大魔神 （監督安田公義、1966年4月17日）
- やくざ坊主（1967年、大映）
- 妖怪百物語 （監督安田公義、1968年3月20日）
- 笹笛お紋（1969年）
- 玄海遊侠伝 破れかぶれ （監督マキノ雅弘、1970年2月21日）

### テレビ
- 風雲児半次郎 （監修松田定次、監督安田公義 / 井沢雅彦、1964年 - 1965年）
- 素浪人 月影兵庫 （1967年）
  - 第2シリーズ 第19回「櫛の色は赤かった」 （監督小野登）
- あゝ忠臣蔵 （監督倉田準二、1969年）
- 素浪人 花山大吉 （1969年 - 1970年）
  - 第104回「男は笑って別れていた」 （監督小野登）
- 水戸黄門（第1部） （1970年）
  - 第28回「隠密無情」 （監督山内鉄也）　-　磐城平藩城代家老・堀江外記
- 徳川おんな絵巻 （1970年 - 1971年）
  - 第15回「幻の姦通」、第16回「愛と野望と」、第42回「怨霊おはぐろどぶ」、第43回「呪いの剃刀」
- 柳生十兵衛 （1970年 - 1971年）
  - 第15回「長崎の唄が聞こえる」 （監督鳥居元宏）
- 唖侍鬼一法眼 （1973年 - 1974年）
  - 第2回「くちなしの子守唄」 （監督安田公義、1973年）
- 長谷川伸シリーズ『越後獅子祭』 （監督佐々木康、1973年）
- 必殺仕置人 第4話「人間のクズやお払い」（1973年、ABC / 松竹） - 吉五郎
- いただき勘兵衛 旅を行く 第19話「空家に花が咲いたとさ」（1974年） - 黒沼精一郎

## 註
1. ↑  日外アソシエーツ『芸能人物事典』
2. ↑  #外部リンク欄、「杉山昌三九」リンク先、キネマ旬報、2009年10月27日閲覧。
3. 1 2 3 4  #外部リンク欄、「杉山昌三九」リンク先、日本映画データベース、2009年10月27日閲覧。
4. 1 2  テレビドラマデータベース、「杉山昌三九」検索結果、2009年10月27日閲覧。